# Bryopteris
Bryopteris là một chi rêu tản thuộc họ Lejeuneaceae.

## Danh sách loài
Chi này có các loài sau (tuy nhiên danh sách này có thể chưa đủ):
- Bryopteris diffusa
- Bryopteris filicina
- Bryopteris gaudichaudii, Gottsche
- Bryopteris longispica
- Bryopteris trinitensis